# Molina (meteorito)
El meteorito de Molina es un meteorito condrítico que cayó sobre la Tierra en 1858 en Molina de Segura, España. Con 144 kg de peso, es el tercer meteorito más masivo hallado en España, después del de Zaragoza y del de Olivenza.

## Historia
Según los testimonios recogidos en el informe encargado por Rafael Martínez Fortún, dueño del terreno donde cayó el meteorito, a las 2:45 de la madrugada del 24 de diciembre de 1858 apareció en el cielo un globo de fuego brillante que oscureció la luz de la luna y descendió desde lo alto.
El posterior impacto del meteorito generó un gran estruendo, despertando a muchos de los vecinos de Molina de Segura. Algunos de los testigos señalaron que se oyó un gran ruido «como el de un cañonazo», acompañado de un temblor de tierra «parecido al que ocasiona un terremoto».
Sin embargo, cuando los residentes fueron al lugar de la caída no encontraron restos del impacto, por lo que se olvidó el suceso. Posteriormente, durante la siega de la cebada, un segador encontró una piedra parcialmente enterrada de forma cuadrangular, color negruzco y un peso extraordinario que no se parecía a piedra alguna que hubieran visto en aquellos parajes.
El meteorito, después de ser enviado a un museo científico, se fragmentó en dieciséis trozos. En 1863 la reina Isabel II aceptó donar el fragmento más grande (112,5 kg) al Museo Nacional de Ciencias Naturales de Madrid, donde se exhibe desde entonces.

## Composición
Los silicatos que predominan son olivino y ortopiroxeno, pero también se encuentran plagioclasas albíticas y granoblásticas, así como el inusual clinopiroxeno maclado. También se observan fácilmente troilita (7% en peso), hierro-níquel metálico (2,1%) y cromita (0,4% en peso) como mineral accesorio.

## Clasificación
El olivino (Fa18.5), el ortopiroxeno (Fs17.1Wo1.6) y el hierro total (21,1% en peso) indican que este meteorito es miembro del grupo de las condritas ordinarias H (ricas en hierro).
Ha sido clasificado de tipo H5 mediante microscopía óptica y análisis por microsonda electrónica de los minerales máficos.